# One Wild Night Live 1985–2001
One Wild Night Live 1985–2001 – album koncertowy amerykańskiego zespołu Bon Jovi. Wydawnictwo ukazało się 22 maja 2001 nakładem wytwórni muzycznej Island Records. Na albumie prócz materiału grupy znalazły się covery utworów Neila Younga („Rockin’ in the Free World”) i The Boomtown Rats („I Don’t Like Mondays”). Jedynym wcześniej niepublikowanym utworem jest „One Wild Night”, wydany jako główny singel promujący album.
Album uplasował się na 20. miejscu listy przebojów Billboard 200, 6. pozycji Top Internet Albums i 4. Top Canadian Albums. Ponadto zajął 2. miejsce zestawienia UK Albums Chart.

## Spis utworów
Opracowano na podstawie materiału źródłowego.
1. „It’s My Life” (nagrane na żywo w Toronto 27 listopada 2000) – 3:50
2. „Livin’ on a Prayer” (nagrane na żywo w Zurychu 30 listopada 2000) – 5:13
3. „You Give Love a Bad Name” (nagrane na żywo w Zurychu 30 listopada 2000) – 3:53
4. „Keep the Faith” (nagrane na żywo w Nowym Jorku 20 września 2000) – 6:19
5. „Someday I’ll Be Saturday Night” (nagrane na żywo w Melbourne 10 listopada 1995) – 6:30
6. „Rockin’ in the Free World” (nagrane na żywo w Johannesburgu 1 grudnia 1995) – 5:40
7. „Something to Believe In” (nagrane na żywo w Jokohamie 19 maja 1996) – 6:00
8. „Wanted Dead or Alive” (nagrane na żywo w Nowym Jorku 20 września 2000) – 5:59
9. „Runaway” (nagrane na żywo w Tokio 28 kwietnia 1995) – 4:47
10. „In and Out of Love” (nagrane na żywo w Tokio 28 kwietnia 1995) – 6:12
11. „I Don’t Like Mondays” (nagrane na żywo w Londynie 25 czerwca 1995) – 5:37
12. „Just Older” (nagrane na żywo w Toronto 27 listopada 2000) – 5:13
13. „Something for the Pain” (nagrane na żywo w Melbourne 10 listopada 1995) – 4:22
14. „Bad Medicine” (nagrane na żywo w Zurychu 30 listopada 2000) – 4:19
15. „One Wild Night” – 3:43